# Ciril Pregelj
Ciril Pregelj, slovenski skladatelj, zborovodja in glasbeni učitelj, * 24. februar 1887, Olševek, † 1. junij 1966, Izola.

## Življenjepis
Ciril Pregelj se je rodil 24. februarja 1887 v kraju Olševek pri Kranju. skladateljeva družina je bila za današnje razmere precej številčna družina ljudskošolskega učitelja in organista , ki je prijateljeval s skladateljem Andrejem Vavknom. Mati Marija je umrla, ko je imel Ciril komaj tri leta in ker oče za številne otroke ni mogel skrbeti, (po nekaterih virih je bilo 7, po drugih pa 9 otrok), je mladega Cirila poslal na Štajersko (Sv. Lovrencu pod Prežinom (pri Celju) k svoji sestri, ki je bila omožena z nadučiteljem Ivanom Rupnikom. Stric ga je poučeval v prvih letih osnovne šole, poleg tega pa ga je učil tudi osnove glasbe. Poleg strica ga je igranja na klavir učila tudi sestrična Karolina, ki se je izobraževala pri ljubljanskih Uršulinkah.
Pri 16 letih (leta 1903) se je vpisal na mariborsko učiteljišče, kjer mu ni bilo potrebno obiskovati pouka klavirja, saj so ugotovili, da ga dobro obvlada. Že v času šolanja na učiteljišču je deloval kot korepetitor in zborovodja – vodil je velik moški pevski zbor (70 pevcev) gimnazijcev in učiteljiščnikov. Ciril je izkoristil vsako priložnost, da je v Mariboru obiskoval koncerte, opere in operete (takrat edini možni način, da je lahko prišel v stik z izvedbami glasbenih del). Takoj po maturi (1908) je nastopil prvo učiteljsko službo na Dobrni pri Celju.
V tem času se je glasbeno izobraževal na Glasbeni matici v Celju, pri Čehu Adolfu Feiksu sistematično študira] klavir. S pomočju brezobrestnega posojila hranilnice v Žalcu se je 1912 vpisal na dunajsko Akademijo za glasbo. Tudi na Dunaju je veliko obiskoval koncerte, operne in operetnein druge glasbene predstave. Zaradi pomanjkanja denarnih sredstev je na Dunaju ostal le eno leto, nato se je vrnil na Slovensko, kjer si je zaman prizadeval dobiti ponovno podporo.
Po vrnitvi z Dunaja se je zopet posvetil učiteljskemu poklicu, poleg tega pa je tudi zasebno poučeval klavir, na šoli Glasbene matice pa je učil teorijo, harmonijo, mladinsko petje, oblikoslovje in glasbeno zgodovino. Leta 1914 je prevzel vodenje Celjskega pevskega društva, delovanje je sicer kmalu prekinila prva svetovna vojna, vendar je Pregelj društvo vodil vse do leta 1928. Leta 1928 je bila ustanovljena telovadna in kulturna delavska zveza Svoboda, kjer je Pregelj prevzel vodenje moškega pevskega zbora. Prirejali so koncerte v  Celju in okolici, zlasti po premogovnih revirjih in industrijskih centrih. Takrat so pričele nastajati njegove zbirke za moški in mešani zbor ter instrumentalne kompozicije.
Zveza Svoboda je delovala do leta 1935, ko jo je takratni notranji minister razpustil (kot protiukrep veliki delavski manifestaciji, ki jo je zveza organizirala). Leta 1936 je Pregelj prevzel vodenje moškega zbora Oljka iz Celja (naslednik moškega zbora zveze Svoboda), ki ga je nato vodil vse do druge svetovne vojne, ob tem je vodil tudi še nekatere druge zbore in deloval kot glasbeni pedagog.
Na začetku druge svetovne vojne (1941) je bil prisilno premeščen na območje današnje avstrijske Štajerske (na osnovno šolo v Gradcu).
Po vojni se je vrnil v Celje in imel težave z oblastmi, saj so njegovo deportacijo v Avstrijo razumeli kot sodelovanje z okupatorjem. Predčasno se je upokojil, a je kljub temu še vedno vodil razne pevske zbore in tudi honorarno poučeval. V zadnjem obdobju svojega življenja je prebival v Izoli, kjer je 1. junija 1966 tudi umrl.

## Dela
Najpomembnejše težišče Pregljevega opusa je na mladinski glasbi. Poleg avtorskih skladb Pregelj tudi zapisuje ljudske pesmi, primerne za mladino in jih izdaja v zbirkah; izdaja tudi pesmarice za osnovno in srednjo šolo (Nageljčki I. – III.). Njegova zborovska dela za mladino obsegajo skupaj 215 kompozicij.
Nadalje imamo v Pregljevem opusa dela za odrasle pevske zbore, ki so izhajala večinoma v zbirki »Fantje na vasi«, skupaj gre za 163 del:
- 16 samospevov s klavirjem po narodni motiviki,
- 22 izvirnih samospevov s klavirjem,
- 18 klavirskih skladb,
- 3 skladbe za godbe na pihala,
- 3 skladbe za salonski orkester,
- 3-dejanska mladinska spevoigra »Čudežne gosli«
- 3-dejanska spevoigra »Srce nikdar ne laže«

Celoten opus obsega okoli 500 del, kompozicije so večinoma preproste, ni nekih novih izraznih sredstev in skladatelj ne išče novih poti, zato so tudi cenjene in priljubljene med narodom. 
Težišče njegovega dela je na zborovskih skladbah, prevladujejo pa tiste za mladinske zbore; pomemben del Pregljevega opusa predstavljajo priredbe ljudskih napevov, saj se je veliko ukvarjal tudi z zbiranjem ljudskih pesmi.